# Al-Mahamda
Al-Mahamda – miejscowość w Egipcie, w muhafazie Sauhadż. W 2006 roku liczyła 9587 mieszkańców.